# Manic Monday
Manic Monday è il primo singolo del gruppo musicale femminile statunitense The Bangles estratto dall'album Different Light, pubblicato il 27 gennaio 1986  dalla Columbia.

## Il brano
La canzone fu scritta nel 1984 da Prince e fu registrata come un duetto per un album della band Apollonia 6 , ma fu scartata.. Due anni dopo Prince si rivolse a Susanna Hoffs delle The Bangles proponendole di realizzare una cover del brano, sotto lo pseudonimo di Cristopher da un personaggio del suo film Under the Cherry Moon.
Il brano si è classificato al 2º posto nella classifica Billboard Hot 100 negli Stati Uniti e nella UK Singles Chart nel Regno Unito nel 1986. Al primo posto vi era Kiss dello stesso Prince.
Il testo parla di qualcuno che si sveglia da un sogno romantico alle 6:00 di un lunedì mattino e vorrebbe far perdurare ancora la passata domenica di relax. L'attore Rodolfo Valentino è citato nel testo.

## Tracce
Vinile 7"
1. Manic Monday – 3:03 (Christopher)
2. In a Different Light – 2:50 (S. Hoffs, V. Peterson)

## Formazione
The Bangles
- Susanna Hoffs – voce, chitarra, cori
- Vicki Peterson – voce, chitarra, cori
- Michael Steele – voce, basso, chitarra, cori
- Debbi Peterson – voce, batteria, percussioni, cori

Altri musicisti
- Prince – sintetizzatore, piano
- Jill Jones – cori
- Brenda Bennett – cori

## Classifiche

### Classifiche settimanali
| Classifica (1986)                | Posizione massima |
| -------------------------------- | ----------------- |
| Australia                        | 3                 |
| Austria                          | 2                 |
| Belgio (Fiandre)                 | 19                |
| Canada                           | 2                 |
| Germania                         | 2                 |
| Irlanda                          | 2                 |
| Italia                           | 19                |
| Norvegia                         | 4                 |
| Nuova Zelanda                    | 5                 |
| Paesi Bassi                      | 22                |
| Regno Unito                      | 2                 |
| Stati Uniti                      | 2                 |
| Stati Uniti (adult contemporary) | 10                |
| Sudafrica                        | 1                 |
| Svizzera                         | 4                 |

### Classifiche di fine anno
| Classifica (1986) | Posizione |
| ----------------- | --------- |
| Australia         | 16        |
| Canada            | 38        |
| Germania          | 22        |
| Regno Unito       | 37        |
| Stati Uniti       | 48        |
| Sudafrica         | 6         |
| Svizzera          | 24        |

## Cover
Manic Monday è stata reinterpretata da vari artisti:
- da Relient K sulla compilation Punk Goes 80's.
- dalla band Missile Innovation sul loro omonimo mini-disco.
- da Dean Gray in un mash-up, con una canzone dei Green Day, dal titolo Whatsername.
- dalla cantante Krystan Anderson che reinterpretò la canzone intitolandola Manic Fish Day nel 2005.
- da Bonnie Pink nel suo album di cover Reminiscence del 2005.
- da Billie Joe Armstrong, cantante e chitarrista dei Green Day, nell'album No Fun Mondays nel 2020 durante la pandemia di COVID-19.